# Eduard von Steinitz
Eduard Ritter von Steinitz (Graz, 14. studenog 1868. – Beč, 10. kolovoza 1955.) je bio austrougarski general i vojni zapovjednik. Tijekom Prvog svjetskog rata zapovijedao je 7. pješačkom brigadom, te obnašao dužnost načelnika stožera 7. i 3. armije na Istočnom i Talijanskom bojištu.

## Vojna karijera
Eduard von Steinitz je rođen 14. studenog 1868. u Grazu. Nakon školovanja u vojnim školama, pohađa Terezijansku vojnu akademiju. Od 1889. s činom poručnika služi u 12. lovačkoj bojnoj. Godine 1893. nastavlja vojno školovanje u Ratnoj školi u Beču nakon čega je raspoređen u službu u Glavni stožer. Od 1899. s činom satnika služi u 10. odjelu ministarstva rata. U razdoblju od 1904. do 1907. služi u povijesnom odjelu ministarstva rata, te se ističe pisanjem radova o Austrijsko-pruskom ratu. Godine 1913. promaknut je u čin pukovnika, te je raspoređen na službu u mobilizacijski odjel ministarstva rata gdje obnaša dužnost člana upravnog odbora.

## Prvi svjetski rat
Tijekom Prvog svjetskog rata zapovijeda 7. pješačkom brigadom na Istočnom bojištu. S istom u ljeto 1916. sudjeluje u zaustavljanju Brusilovljeve ofenzive. U ožujku 1917. imenovan je načelnikom stožera 7. armije kojom je zapovijedao Hermann Kövess. U svibnju te iste godine promaknut je u čin general bojnika. Krajem kolovoza 1917. imenovan je načelnikom stožera 3. armije pod zapovjedništvom Karla Kriteka. Navedenu dužnost obnaša do siječnja 1918. kada postaje načelnikom stožera Armijskog fronta Kövess na kojoj dužnosti se nalazi do travnja te iste godine kada je navedena vojna formacija raspuštena.

## Poslije rata
Nakon završetka rata Steinitz je s 1. siječnjem 1919. umirovljen. Posvećuje se znanstvenom radu, te je autor više djela vojne tematike. Preminuo je 10. kolovoza 1955. u 87. godini života u Beču.

## Vanjske poveznice
(njem.) Eduard von Steinitz na stranici Archivinformationssystem.at